# 333036 Sahr
333036 Sahr è un asteroide della fascia principale. Scoperto nel 2007, presenta un'orbita caratterizzata da un semiasse maggiore pari a 2,449799 UA e da un'eccentricità di 0,128519, inclinata di 5,311433° rispetto all'eclittica.